# Llano Grande, Coatepec Harinas
Llano Grande är en ort i Mexiko, tillhörande kommunen Coatepec Harinas i södra delen av delstaten Mexiko. Orten hade 1 253 invånare vid folkräkningen 2010 och är kommunens näst största samhälle.